# Фанні Гессе
Ангеліна Фанні Елішеміус, у шлюбі Гессе (англ. Angelina Fanny Eilshemius Hesse; нар. 22 червня 1850 — 1 грудня 1934) — американська та німецька мікробіологиня. Стала відомою завдяки роботам з мікробіології (у співавторстві з чоловіком), які сприяли розвитку агару-агару як середовища для культивування мікроорганізмів.

## Біографія
Ангеліна Фанні Елішеміус народилась 22 червня 1850 року у Нью-Йорку (США) у сім'ї багатого купця Генріха Готфріда Елішеміуса  та його дружини Сесіль Елізи. В 1872 році, перебуваючи в Німеччині, познайомилась з лікарем Вальтером Гессе та почала проводити з ним дослідження з мікробіології. В 1874 році у Женеві (Швейцарія) пара одружилась.

## Науковий внесок
Фанні Гессе працювала безкоштовно, допомагаючи своєму чоловікові готувати засоби для росту бактерій, чистила обладнання та займалась підготовкою ілюстрацій для публікацій.
У 1881 році, коли її чоловік працював у лабораторії німецького лікаря і мікробіолога Роберта Коха, Гессе припустила, що агар є кращим за желатин для культивування бактерій. Вона знала про властивості агару як гелеутворюючого агента, який зберігав свої властивості гелю при високих температурах, використовуючи його в домашніх умовах для приготування пудингів і желе. Голландський моряк, який жив на Яві, постачав їй для приготування мармеладу агар-агар, коли вона жила в Америці.
Фанні Гессе запропонувала Коху використовувати агар для культивування бактерій, що викликають туберкульоз.
Хоча Кох, у документі 1882 року, що описував бацили туберкульозу, згадував, що він використовував агар замість желатину, але вчений навіть не натякнув, що це ідея Фанні Гессе (див. Ефект Матильди). Загалом, пропозиції Фанні Гессе ніколи оцінювали, і вони не приносили фінансової вигоди родині Гессе.